# Ethmia bipunctella
The E. bipunctella invalidly described năm 1936 by H. Rebel in L. Osthelder is actually E. distigmatella.

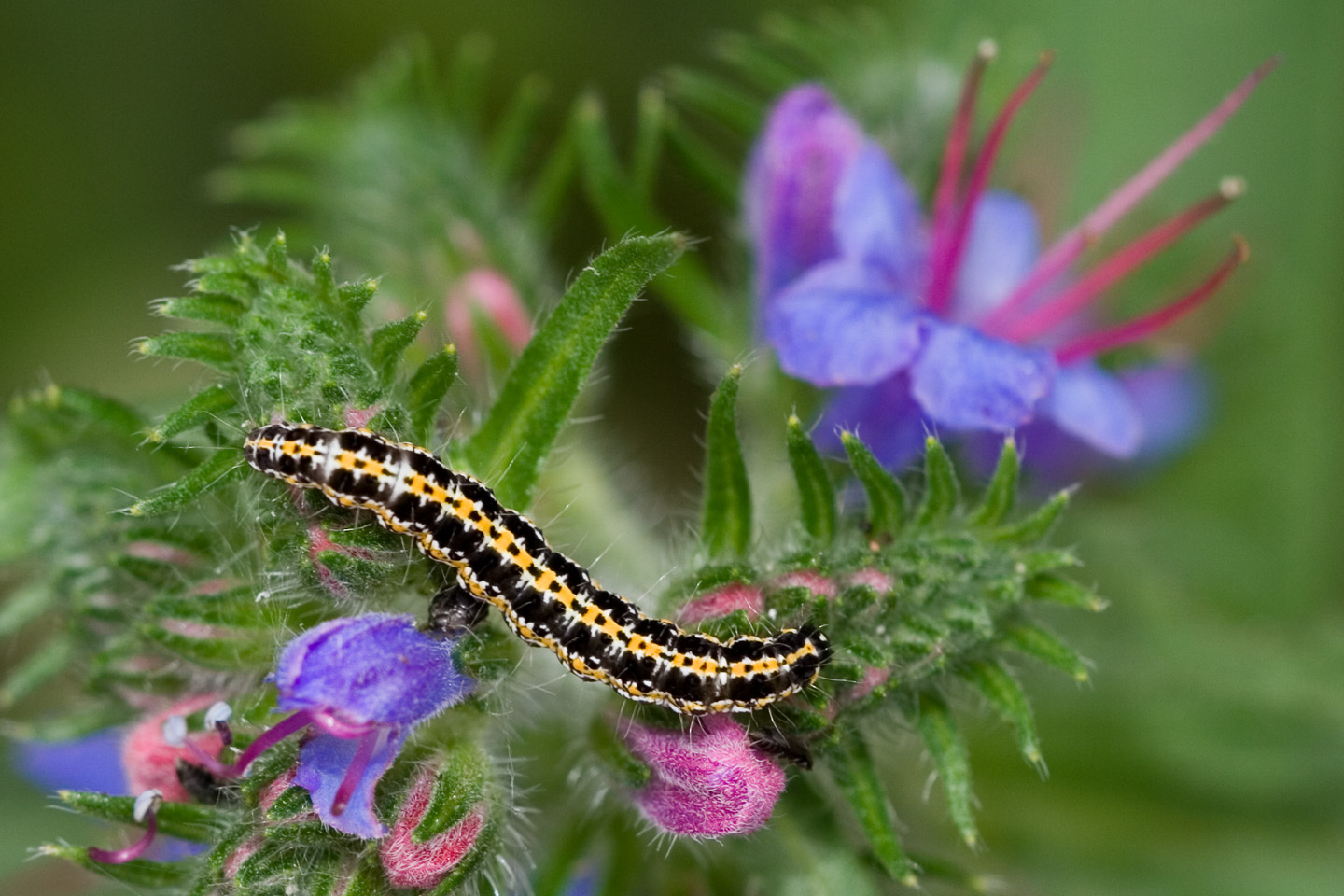
Caterpillar

Ethmia bipunctella là một loài là một loài bướm đêm hoạt động suốt ngày thuộc họ Ethmiidae. Nó có thể được tìm thấy ở Trung và Nam Âu, Bắc Phi, châu Á and phần đông bắc của Bắc Mỹ. E. iranella trước đây nằm trong loài này ở dạng phụ loài.
Sải cánh dài 19–28 milimét (0,75–1,10 in). Bướm bay từ tháng 5 đến tháng 9.
Chúng ăn chủ yếu là loài Viper's Bugloss, nhưng cũng ăn Anchusa officinalis và các cây thuộc chi Symphytum.

## Hình ảnh

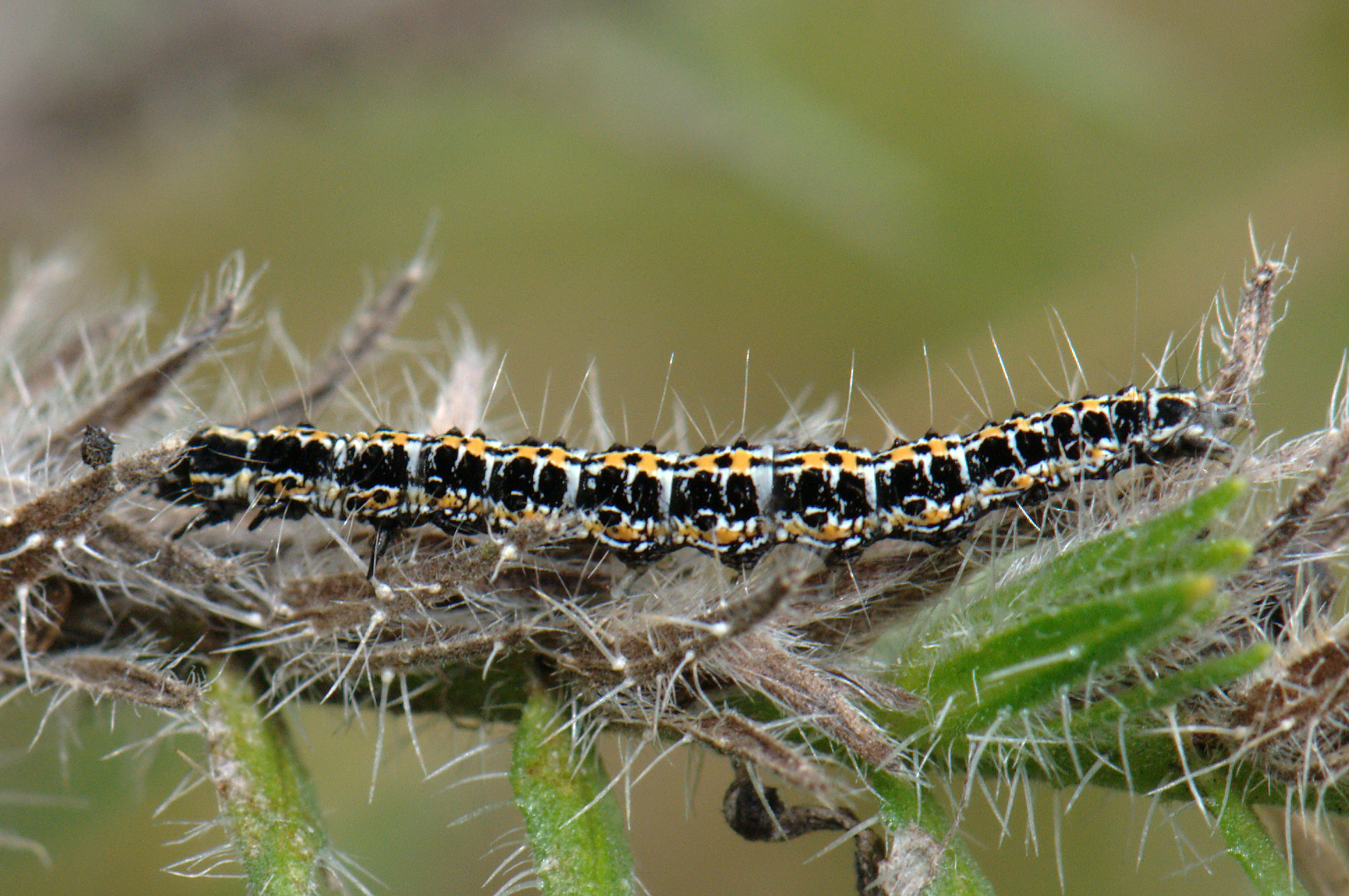
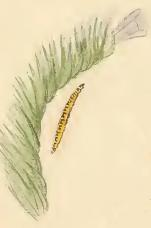
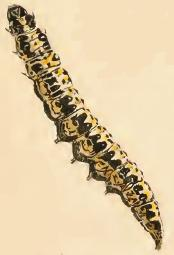
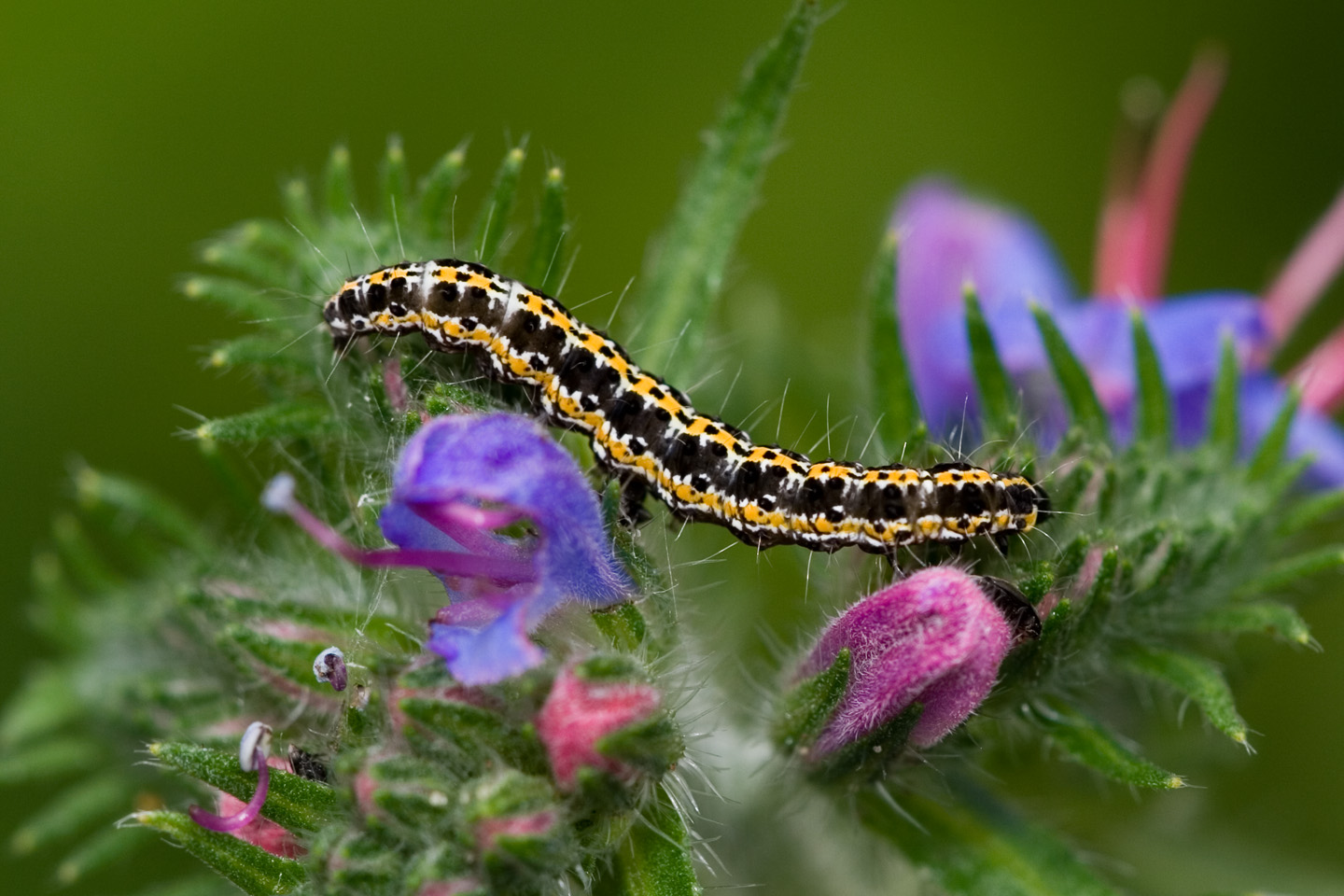